# Lijst van voormalige windmolens in Gelderland
Dit is een lijst van voormalige windmolens in de Nederlandse provincie Gelderland.
| Naam                     | Plaats        | Gemeente          | Provincie  | Type molen            | Functie               | Zichtbare restanten                                       | Huidig gebruik                                    | Foto |
| ------------------------ | ------------- | ----------------- | ---------- | --------------------- | --------------------- | --------------------------------------------------------- | ------------------------------------------------- | ---- |
| Molen van Beusink        | Lievelde      | Oost Gelre        | Gelderland | grondzeiler           | korenmolen            | gesloopt in 1968                                          |                                                   |      |
| Haaftense Poldermolen    | Haaften       | Neerijnen         | Gelderland | wipmolen              | korenmolen            | in 1947 verbrand                                          |                                                   |      |
| Emper Molen              | Empe          | Brummen           | Gelderland | achtkante bovenkruier | korenmolen            | romp                                                      |                                                   |      |
| De Haas                  | Asperen       | Lingewaal         | Gelderland | stellingmolen         | korenmolen            | romp                                                      |                                                   |      |
| De Hoop                  | Doornenburg   | Lingewaard        | Gelderland | Beltmolen             | korenmolen            | opgeblazen in de Tweede Wereldoorlog                      |                                                   |      |
| Op Hoop van Zegen        | Aalten        | Aalten            | Gelderland | Beltmolen             | Korenmolen            | Omgetrokken in 1967                                       |                                                   |      |
| Molen van Lukassen       | Varsselder    | Oude IJsselstreek | Gelderland | Grondzeiler           | Korenmolen            | onttakelde molen, sinds, ca. 1971                         |                                                   |      |
| Reyrinksmolen            | Silvolde      | Oude IJsselstreek | Gelderland | Beltmolen             | korenmolen            | onttakelde molen, sinds ca. 1988                          |                                                   |      |
| De Varsselse molen       | Varssel       | Bronckhorst       | Gelderland | bovenkruier           | korenmolen            | romp; in 1915 ontwiekt, in 1925 vloog de kap van de molen | onbekend                                          |      |
| De Vrees                 | Winterswijk   | Winterswijk       | Gelderland | bovenkruier           | korenmolen            | in opslag                                                 | is herbouwd in Kootwijkerbroek (Puurveense molen) |      |
| Waterpomp (St. Hubertus) | Otterlo       | Ede               | Gelderland | Amerikaanse windmolen | waterpomp voor vijver | pomphuis                                                  | onbekend                                          |      |
| De Welvaart              | Groessen      | Duiven            | Gelderland | stellingmolen         | korenmolen            | romp                                                      |                                                   |      |
| Windmotor (Apeldoorn)    | De Haere      | Apeldoorn         | Gelderland | Amerikaanse windmolen | onbekend              | verroest, zonder wieken                                   | geen                                              |      |
| Zwarte Molen             | 's-Heerenberg | Montferland       | Gelderland | Beltmolen             | korenmolen            | romp                                                      | rondleidingen vanaf eind 2020                     |      |